# Complexo Solar Janaúba
O Complexo Solar Janaúba é um complexo de parques solares localizado no município de Janaúba, em Minas Gerais. Inaugurado em julho de 2023 com capacidade de geração de 1,2 GWp, posteriormente ampliando sua capacidade total para 1,617 GWp. É a maior usina de produção de energia solar do Brasil.

## Construção
O Complexo Solar Janaúba foi projetado pela Elera Renováveis, subsidiária do grupo canadense Brookfield no Brasil. A primeira fase, com 830 MW de capacidade instalada, foi executada pela Andrade Gutierrez, contratada no regime EPC, que engloba serviços de engenharia, aquisição de materiais e construção. A Elera também firmou contrato com a fabricante de equipamentos Nextracker para o fornecimento de "seguidores solares" (trackers), dispositivos que permitem o ajuste da posição dos painéis fotovoltaicos para acompanhar a trajetória do Sol ao longo do dia.
Inaugurado em 3 de julho de 2023, o Complexo Solar Janaúba recebeu investimento de 4 bilhões de reais e iniciou sua operação com 1,2 GWp de capacidade, suficiente para atender mais de 1 milhão de residências. Formado por 20 usinas em 3 mil hectares, possuía cerca de 2,2 milhões de módulos fotovoltaicos.

## Capacidade energética
Em janeiro de 2025, a Elera Renováveis concluiu a fase de expansão do Complexo, que passou a contar com capacidade instalada de 1,617 GWp — suficiente para atender ao consumo residencial de cerca de 1,2 milhão de pessoas. Com investimento total de 5 bilhões de reais, o empreendimento reúne 2,9 milhões de módulos solares distribuídos em 27 usinas fotovoltaicas, ocupando mais de 3,8 mil hectares, área equivalente a 5,2 mil campos de futebol. Ao longo de sua construção, foram gerados aproximadamente 15 mil empregos diretos e indiretos.